# 神経核
神経解剖学において核または神経核（しんけいかく、英：nucleus (pl. nuclei)）は中枢神経内で主に灰白質からなり、何らかの神経系の分岐点や中継点となっている神経細胞群のこと。大脳基底核 (basal ganglia) のように、英：ganglion (pl. ganglia) の訳語とする場合もある（ただし末梢における ganglion の訳語は神経節である。英語の basal ganglia は混乱を招きやすいため、近年では basal nuclei という名称が推奨されている）。たとえば外側膝状核は哺乳類の視覚系における信号を伝達している。また前庭神経核は、頭部の動きについての情報を集めて、前庭眼反射を通して眼球運動を誘導している。
また縫線核は睡眠に関与したり、視交叉上核は概日リズムを支配している。ある神経核に投射する軸索は、シナプスにおいて同じ神経伝達物質を分泌する傾向がある。そのためある向精神薬の効果が特定の神経核に集中する。たとえばモルヒネは、弓状核のシナプスに作用すると考えられている。
同じ中枢神経内の灰白質の集合体である皮質に比べ、系統発生的に古くから存在していると考えられてきたが、最近では皮質も古くから（条鰭綱＝魚類の頃から）存在しているという説が有力である。